# 瑞星 (エンジン)
瑞星（ずいせい）は、第二次世界大戦期に三菱重工業が開発・製造した航空機用空冷複列星型エンジン。
社内呼称はA14（AはAIR COOLINGの意味）。日本海軍に瑞星として採用され、海軍の主力エンジンとして多くの海軍機に搭載された。
陸軍にもハ26（瑞星10型相当）、ハ102（瑞星20型相当）として採用され、陸軍機にも搭載されている。大戦後期の陸海軍統合名称はハ31。使い易い発動機として多くの陸・海軍機に装備され、全型式総計で12,795台生産された。

## 概要
金星の開発で、空冷複列エンジンの実用化に成功した三菱は、この「金星」の計画、製作の際に使用した各種新技術、新工夫を利用して小型航空機用エンジンと大型航空機用エンジンを開発することになった。前者が瑞星であり、後者が火星である。
瑞星は設計期間を短縮する狙いもあり、先行していた金星との部品の共通性を極力維持することに務めたため、金星のストロークを20mmショートストローク化し、高回転化した他は、開発開始時点での金星との構造上の違いはほとんど無いといえる。瑞星10型は排気量当たりの出力は、同じ1段1速過給機付きの金星四〇型とほぼ同じであるが、瑞星の方が小型のため、正面面積あたりの出力では瑞星の方が優れている。また、先行する金星との部品の共通化は信頼性の確保と同時に量産の容易さにつながった。最初の瑞星11型は1936年（昭和11年）1月に計画を着手し、同年7月に第一号機が完成している。量産開始は1938年（昭和13年）。
零戦が設計に入った頃三菱には「金星」と「瑞星」があったが、小型で前方視界の良い機体を好むパイロット達に気に入られる様に小さい方の「瑞星」を選んで設計した。しかし、試作3号機以降は海軍の要求で中島の「栄」に換装され、そのまま制式採用になった。だが「栄」も「瑞星」同様の小型の発動機で馬力向上の余地が少なかった為、第二次世界大戦開戦後、次々に問題となった性能向上や武装強化の要求に応じきれなかった。この時になって零戦の設計主務者だった堀越二郎技師は設計当初に「金星」を選ばなかった事に「我誤まてり」とほぞを噛んだという(つまり海軍上層部への受け狙いと制式採用を焦るあまりに安易に瑞星を選んだ事を後悔した)。

## 主要諸元
※使用単位についてはWikipedia:ウィキプロジェクト 航空/物理単位も参照

### 瑞星11型
- タイプ：空冷複列星型14気筒
- 筒径×行程：140mm×130mm
- 排気量：28.02L
- 外径：1,118mm
- 乾燥重量：542 kg
- 燃料：気化器式
- 過給機：遠心式スーパーチャージャー1段1速
- 離昇馬力　
  - 850HP/2,540RPM
- 公称馬力　
  - 925HP/2,450RPM （高度1,800m）

### 瑞星15型（ハ26-II）
- 離昇馬力　
  - 940HP/2,650RPM
- 公称馬力　
  - 995HP/2,600RPM （高度2,300m）

### 瑞星21型（ハ102）
- 乾燥重量：565 kg
- 燃料：気化器式
- 過給機：遠心式スーパーチャージャー1段2速
- 離昇馬力　

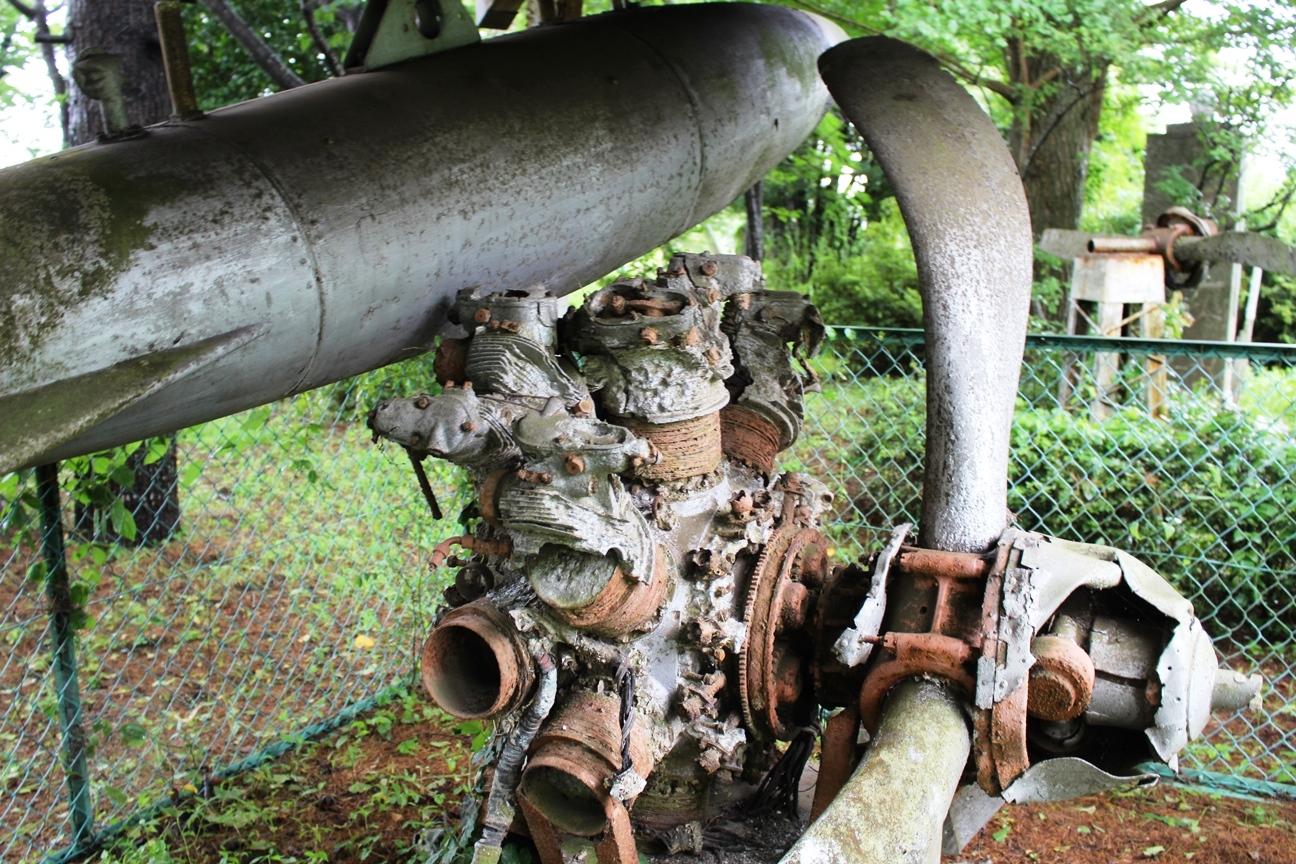
茨城県大洗町沖の海底から引き上げられた二式複座戦闘機「屠龍」に搭載されていたハ102

  - 1,080HP/2,700RPM/ブースト+270mmHg
- 公称馬力
  - 一速全開　1,055HP/2,600RPM/ブースト+180mmHg （高度2,800m）
  - 二速全開　950HP/2,600RPM/ブースト+180mmHg　（高度5,800m）

## 主な搭載機
- 九四式二号水上偵察機
- 九七式司令部偵察機二型
- 十二試艦上戦闘機
- 零式観測機
- 九九式襲撃機
- 一〇〇式司令部偵察機一型/二型
- 二式複戦「屠龍」